# Tellervo moderata
Tellervo moderata är en fjärilsart som beskrevs av Butler 1875. Tellervo moderata ingår i släktet Tellervo och familjen praktfjärilar. Inga underarter finns listade i Catalogue of Life.